# تونگ‌هوا
تونگ‌هوا (به چینی: 通化市) یک شهر در سطح ولایت در جمهوری خلق چین است که در استان جی‌لین واقع شده‌است.
شهرستان تونگ‌هوا در سال ۱۹۸۶ میلادی به «شهر در سطح ولایت» ارتقاء یافت. 
این شهر مقر «شرکت آهن و فولاد تونگ‌هوا» (به چینی: 通化钢铁公司) می‌باشد. در سال ۲۰۰۹ میلادی،‌ با اقدام دولت در خصوصی‌سازی این شرکت و واگذاری آن به شرکتی خصوصی «صنایع سنگین جیان‌لونگ» (به چینی: 建龙重工集团) در پکن، و با انتشار این خبر که تعدیل نیروی گسترده در شرکت انجام خواهد شد، چندهزار نفر از کارگران «شرکت آهن و فولاد تونگ‌هوا»، بازنشستگان آن، و خانوادهٔ آنان، دست به تظاهرات و شورش زدند. در جریان این تظاهرات و شورش‌ها ۱۰۰ نفر از کارگران مجروح شده و یک نفر از مدیران ارشد «شرکت صنایع سنگین جیان‌لونگ» زیر ضربات و کتک‌های کارگران جان خود را از دست داد. در نتیجهٔ این اعتراضات، مقامات استانی جی‌لین اعلام کردند که تعدیل نیرو و سازمان‌دهی این شرکت دولتی الغاء شده. در سال ۲۰۱۰ میلادی، شرکت آهن و فولاد تونگ‌هوا به شرکت دولتی ملی شوگانگ واگذار شد.

## وجه تسمیه
نام این شهر برگرفته شده از ترجمهٔ به چینی نام منچو رودخانهٔ «هون»، از شاخه‌های رود یالو می‌باشد. نام چینی این رود، «هون‌جیانگ» (به چینی: 浑江) می‌باشد. نام منچوی آن «توُنگگیا اوُلا» (ᡨᡠᠩᡤᡳᠶᠠ ᡠᠯᠠ، tunggiya ula) می‌باشد. 

## خصوصیات
تونگ‌هوا ۱۵٬۶۱۱٫۵۴ کیلومترمربع مساحت و ۱٬۸۱۲٬۱۱۴ نفر جمعیت دارد و ۳۷۴ متر بالاتر از سطح دریا واقع شده‌است.

## خواهرخوانده
شهر ماگادان خواهرخواندهٔ تونگ‌هوا هست.

## شهرها و شهرستان‌ها
|                  |           |               |            |                      |             |  |  |  |  |  |
| نام              | حروف چینی | پین‌یین        | جمعیت-۱۳۹۹ | مساحت (کیلومتر مربع) | تراکم جمعیت |  |  |  |  |  |
| منطقه اِرداوجیانگ | 二道江区  | Èrdàojiāng Qū | ۹۱٬۵۷۱     | ۳۷۰٫۵۸               | ۲۴۷٫۱۰      |  |  |  |  |  |
| منطقه دونگ‌چانگ   | 东昌区    | Dōngchāng Qū  | ۳۵۵٬۳۴۶    | ۳۷۵٫۲۷               | ۹۴۶٫۹۱      |  |  |  |  |  |
| شهر جی‌آن         | 集安市    | Jí'ān Shì     | ۱۶۹٬۲۲۰    | ۳٬۳۴۱٫۱۳             | ۵۰٫۶۵       |  |  |  |  |  |
| شهر مئی‌هه‌کوو     | 梅河口市  | Méihékǒu Shì  | ۵۰۹٬۳۳۶    | ۲٬۱۷۸٫۸۹             | ۲۳۳٫۷۶      |  |  |  |  |  |
| شهرستان تونگ‌هوا  | 通化县    | Tōnghuà Xiàn  | ۱۷۵٬۱۱۴    | ۳٬۷۲۴٫۲۵             | ۴۷٫۰۲       |  |  |  |  |  |
| شهرستان لیوهه    | 柳河县    | Liǔhé Xiàn    | ۲۷۴٬۴۱۴    | ۳٬۳۴۵٫۸۱             | ۸۲٫۱۷       |  |  |  |  |  |
| شهرستان هوی‌نان   | 辉南县    | Huīnán Xiàn   | ۲۳۷٬۱۱۳    | ۲٬۲۷۵٫۶۰             | ۱۰۴٫۲۰      |  |  |  |  |  |